# عيد اليحيى
الدكتور عيد بن حمد بن عبد الكريم اليحيى (11 أغسطس 1973) باحث وكاتب سعودي ومُعد ومقدم برنامج على خطى العرب، قاد فريقه، من قناة العربية، مسافة 24 ألف كيلومتر غطت أنحاء المملكة العربية السعودية لبضعة أشهر. استدل على أطلال الشعراء العرب، وتتبع مرابع وما تبقى من آثار شعراء المعلقات بالصوت والصورة. وهو حاصل على الدكتوراه في العلوم السياسية من جامعة إكستر في (إنجلترا). ويعمل حالياً في مركز الملك عبد العزيز للتواصل الحضاري، وكذلك باحث غير متفرغ في مركز الملك فيصل للبحوث والدراسات الإسلامية.

## السيرة الذاتية
عيد اليحيى، من مواليد مدينة بريدة في القصيم، حصل على شهادة البكالوريوس في اللغة العربية من جامعة الإمام محمد بن سعود الإسلامية في القصيم؛ ثم مارس التدريس في مدارس الحرس الوطني لعدة سنوات، غادر بعدها للدراسة على حسابه الخاص في بريطانيا، فحصل على الماجستير في العلوم الدبلوماسية من جامعة وستمنستر في لندن، ثم حصل على الدكتوراه من جامعة إكستر في العلوم السياسية؛ وعمل خلال دراسته متعاقداً مع السفارة السعودية في لندن، وأنجز معارض ومناشط ثقافية عن تاريخ المملكة العربية السعودية، التراثي، والاجتماعي، والسياسي.

## مفهوم السعادة الوطنية
اليحيى هو أول باحث ومفكِّر على مستوى العالم، أظهر أن هناك ثلاثة عناصر أساسية، تقوم عليها الدولة الوطنية الحقيقية؛ وكيف أن الدولة عندما تتبنى هذه العناصر الثلاثة، ثقافياً، وتربوياً، وفنياً، داخل المجتمع، يؤدي ذلك إلى التطبيق العملي لمفهوم السعادة الوطنية، التي تجعل كل فرد من أفراد المجتمع إيجابياً تجاه وطنه، ولغته، وتاريخه؛ وهذا أساس مفهوم الهوية الوطنية في الأمن الفكري والاقتصادي لأي مجتمع متقدم. والعناصر الثلاثة هي: تعريف المجتمع بأنثروبولوجيا وطنه، وإركيولوجيا وطنه، وجيولوجيا وطنه نظرياً وتطبيقياً.

## على خطى العرب
اليحيى هو مُعد ومقدم برنامج على خطى العرب في قناة العربية، وقاد فريقه، من قناة العربية، لمسافة 24 ألف كيلومتر، غطت أنحاء المملكة العربية السعودية، لبضعة أشهر. استدل على أطلال الشعراء العرب، أصحاب المعلقات، وبعض شعراء وشاعرات العصر الإسلامي، وفي عمل غير مسبوق، قام بتتبع مرابع ما تبقى من آثار شعراء المعلقات بالصوت والصورة، مستعيناً بوسائل الرصد الإلكترونية الحديثة، وبالمراجع العلمية للبلدانيين العرب مثل: ياقوت الحموي، والهمداني، ومن المحدثين مثل: محمد بن بليهد، وحمد الجاسر، وسعد بن جنيدل، وعبد الله بن محمد بن خميس، ومحمد العبودي.

## البرامج
- أعد وقدم برنامج (على خطى العرب) على قناة العربية.
- أعد وقدم برنامج (ديوان نقوش المدينة) الذي عرض على قناة السعودية في شهر رمضان عام 2023.[3]
- برنامج «لاميّة العرب» على شاشة القناة الثقافية عام 2023.[4]
- برنامج «تحدي المناطق» على شاشة القناة الثقافية وقناة MBC 1 في شهر رمضان عام 2025م.[5]

## المشاركات
شارك اليحيى بعدة مؤتمرات عالمية، في مجال الحوار والسلام، والدعوة إلى التعارف الثقافي بين المجتمعات وشعوب العالم.

## المؤلفات
- كتاب: الرحالة في الجزيرة العربية: المكتشفون البريطانيون في المملكة العربية السعودية، والكتاب باللغة الإنجليزية وعنوانه: (TRAVELLERS IN ARABIA: British Explorers In Saudi Arabia )
- كتاب: أصوات الجزيرة العربية في عيون أعظم الرّحالة، باللغة الإنجليزية وعنوانه:(Voices of Arabia Through the Eyes of the Greatest Travellers).
- أنغام الجزيرة العربية، باللغة العربية (تحت الطبع).
- الوسطية في المملكة العربية السعودية، باللغة الإنجليزية (تحت الطبع)

## الجوائز
- حصل على جائزة الأمير عبد العزيز بن سعد بن عبد العزيز آل سعود (بصمة) فرع (إبداع) عام 2020.[6]